# Роке, Вальтер
Хосе Вальтер Роке Мендес (8 мая 1937, Монтевидео — 30 декабря 2014, Каракас) — уругвайский футболист по прозвищу «Ката», нападающий (левый крайний). После окончания карьеры игрока стал тренером.

## Карьера игрока
Начал карьеру в 1950 году в клубе «Белья Виста», где играл до 1953 года. В 1954 году он стал игроком клуба «Рампла Хуниорс».
Будучи игроком «Рампла Хуниорс», он принимал участие в победном для Уругвая Кубке Америки 1956. Роке сыграл во всех пяти матчах: против Парагвая (забил гол), Перу, Чили, Бразилии и Аргентины. Он также принимал участие в Кубке Америки 1957 года, где Уругвай финишировал четвёртым. Роке сыграл во всех шести матчах: с Эквадором, Колумбией, Аргентиной, Перу, Бразилией и Чили (забил гол). В общей сложности Роке сыграл за сборную 15 матчей и забил два гола.
В «Рампла Хуниорс» Роке играл до 1957 года, затем в 1958 году переехал в Аргентину, чтобы играть в команде «Атланта Буэнос-Айрес». В 1963 году он вернулся на родину и стал игроком клуба «Насьональ», а затем играл за «Данубио». В конце своей игровой карьеры он выступал в колумбийском клубе «Кукута Депортиво». Роке обладал высокой скоростью и мог пробить с любой позиции.

## Карьера тренера
После ухода со спорта Роке переехал в Венесуэлу. В 1971 году он возглавил клуб «Карабобо» и привёл его к званию чемпиона Венесуэлы. В 1973 году он вновь выиграл чемпионат Венесуэлы — на этот раз с «Португесой». Позже он работал в ряде других клубов из Венесуэлы. Как тренер он выиграл пять титулов чемпиона страны — на сегодня таким же достижением может похвастаться только Орландо Фантони. За свои достижения Роке даже был удостоен звания почётного профессора Национального экспериментального университета Вооружённых Сил Венесуэлы.
Он был главным тренером сборной Венесуэлы, он руководил командой на Кубке Америки 1975 и 1983 года, отборочном этапе чемпионата мира 1982 года, на Олимпийских играх 1980 года и квалификации к Олимпиаде 1984 года. Он также был главным тренером сборной Боливии и таких боливийских клубов, как «Блуминг» и «Ориенте Петролеро».